# Gaspare de Spes
Gaspare de Spes, conte di Sclafani (in catalano e in spagnolo Gaspar d'Espés; 1430 ca. – dopo il 1500), è stato un nobile, politico e militare catalano del XV secolo.

## Biografia
Esponente di un'antica e nobile dinastia della Ribagorza, fondata a Benabarre nell'Alto medioevo, e al servizio della Corona d'Aragona, era figlio di Guerau († 1468), procuratore della regina Giovanna Enríquez e del figlio il principe ereditario Ferdinando II d'Aragona, e fratello di Raimondo e Luigi, assieme ai quali prese parte alla guerra civile catalana del 1462-1472, a sostegno del re Giovanni II d'Aragona.
Nel 1467, divenne uno dei capitani della cavalleria che eseguì funzioni di sorveglianza in Aragona. Nominato consigliere del giovane Ferdinando, lo accompagnò in Castiglia nel 1469, per celebrare il suo matrimonio con la principessa Isabella di Castiglia. Per i suoi meriti, Ferdinando II fece di lui il suo più anziano cameriere, e fu con lui nel 1475, durante la guerra di successione castigliana, a combattere per i diritti di successione della consorte Isabella.
Nel 1479, fu nominato viceré di Sicilia, in sostituzione del conte di Prades, Giovanni Raimondo Folch de Cardona: giunto nell'isola nel novembre 1479 per iniziare il suo mandato, la sua preoccupazione principale fin dall'inizio fu quella di cercare di stabilire una tregua o la pace con il Re di Tunisi. Riunì a Palermo i baroni del parlamento siciliano, i membri del Senato cittadino, i maestri razionali, i giudici e gli alti ufficiali della corte, in cui si discussero due proposte, quella di Antonio Ventimiglia, marchese di Geraci, che sosteneva la tregua, e quella del maestro giustiziere Giovanni Tommaso Moncada, conte di Adernò, che invece riteneva si dovesse raggiungre la pace. Il mancato accordo tra i membri del consiglio, una parte schierata con il Marchese di Geraci, e una parte schierata con il Conte di Adernò, lo indusse a rinviare la questione.
In quello stesso periodo, a Pantelleria furono ritrovate centocinquantuno monete d'oro risalenti all'epoca dell'imperatore Teodosio; il Moncada, maestro giustiziere, stimò di spedirne due al Re Ferdinando e di trattenere le restanti centoquarantanove nella regia tesoreria, ma lo Spes decise invece di spedirle tutte al sovrano aragonese.
Durante il suo viceregno, la Sicilia veniva continuamente attaccata, oltre che dai Tunisini, anche dai Turchi del sultano Maometto II, contro i quali organizzò la difesa nel 1480 affidata al Marchese di Geraci, e dai Genovesi, coi quali aveva concluso un armistizio. Ciò nonostante, due galee genovesi attaccarono le coste del Palermitano e del Trapanese, dove compirono saccheggi e violenze di ogni genere, e riducendo i schiavitù molti pescatori. Lo Spes protestò per l'accaduto con il governo della Repubblica di Genova, che non essendo al corrente dell'aggressione, inviò le sue scuse al viceré. Nel 1482, i Turchi vennero sull'isola, e Messina fu immersa in un'epidemia di peste.
Nel 1483, sposò la nobildonna siciliana Beatrice Rosso Spadafora Branciforte, vedova di Sigismondo de Luna, conte di Sclafani, e in conseguenza di questa unione, il 24 aprile del medesimo anno ricevette investitura della Contea di Sclafani. Qualche anno dopo, nel 1485, al Viceré, in ricompensa dei servizi prestati, vennero concessi il feudo e il castello di Roccella a mare con il suo caricatore per sé e per gli eredi in perpetuo, e per timore dei Turchi, la castellania di Termini. Divenne ammiraglio del Regno nel 1488.
Il governo del viceré de Spes nell'isola, generò enorme malcontento tra i membri dell'aristocrazia siciliana e nella popolazione, per la sua condotta autoritaria e dispotica e per l'atteggiamento sprezzante nei loro confronti, ma soprattutto dopo la persecuzione giudiziaria ai danni del marchese Enrico IV Ventimiglia e del conte Pietro II Cardona, condannati nel 1485 per il duello avvenuto tra i due nel 1474. Il Re Ferdinando, venuto al corrente degli abusi da lui commessi nella qualità di Viceré di Sicilia, nel 1488 lo rimosse dall'incarico e lo incarcerò a Cordova.
Il suo successore alla carica di viceré, Fernando de Acuña, conte di Buendía, istituì il processo contro il Conte di Sclafani, ed ordinò la condanna e la confisca dei beni suoi e della moglie. Tuttavia a seguito di una provvisione regia emanata dal Re d'Aragona nel 1493, che disponeva il sequestro dei beni, e della sentenza emessa l'anno successivo, lo Spes recuperò tutti i suoi beni, che gli vennero così restituiti, e nel 1498 ottenne la riabilitazione.